# Де Ферран, Жил
Жил де Ферран (порт. Gil de Ferran; 11 ноября 1967, Фонтене-о-Роз — 29 декабря 2023, Опа-Лока, Флорида, США) — бразильский автогонщик и спортивный менеджер.
- 2-кратный чемпион серии CART (2000-01)[6].
- Вице-чемпион серии CART (1997).
- 2-кратный призёр личного зачёта IRL IndyCar (второй в 2003-м, третий годом ранее).
- Вице-чемпион ALMS в классе LMP1 (2009).
- Бронзовый призёр чемпионата Международной Ф3000 (1994).
- Победитель Indy 500 (2003)[7].

## Биография
Родился в старой аристократической испанской семье. Его отец и дядя занимали крупные посты в различных автомобильных компаниях. В 1968 году семейство де Ферранов переехало из Франции в Бразилию.
С 1990 года де Ферран сначала встречался, а позднее женился на Анджеле Бакленд — дочери издателя журнала Motoring News и бывшей сотруднице Paul Stewart Racing. В 1995 году у пары родилась дочь Анна; а два года спустя — сын Люк.
Владел английским, французским, испанским и португальским языками.
По ходу своей североамериканской карьеры получил от коллег прозвище Профессор: за спокойствие и максимально внимательное отношение ко всему, что было связано с гоночным автомобилем.

### Первые годы
В пятилетнем возрасте под присмотром отца, впервые сел за руль карта. До 14 лет по настоянию родителей занятия картингом носили полулюбительский характер и лишь поступив в колледж, де Ферран смог начать участвовать в более серьёзных соревнованиях. Первые годы карьеры его вдохновляли успехи Эмерсона Фиттипальди.
В 1982—1984 годах совмещал учёбу и выступления в различных национальных сериях, став вице-чемпионом бразильской серии Формула-А в классе 100 сс.
В 1985 году, поступив в университет на факультет инженерной механики, впервые сел за руль формульной техники, попробовав себя в национальной Формуле-Форд.. За несколько лет в этом первенстве он дорос до победы в чемпионате и накануне сезона-1988, изыскав финансирование, он отправился в Великобританию. Первый год ушёл на адаптацию к новым трассам и поиск общего языка с местными механиками. Осенью, добыв денег на одну гонку в местной Формуле-3, де Ферран сходу выиграл квалификацию, а в гонке, после борьбы с Дэвидом Брэбемом, финишировал вторым. Удачный дебют позволил установить контакты с Reynard Motorsport, протекция руководителей которой в будущем несколько раз помогла бразильцу.
В 1989 году, при содействии Рика Горна он устроился в заводскую команду Reynard в Формуле-Форд: выступая достаточно стабильно и одержав четыре победы он к концу года занял третье место личного зачёта. В межсезонье Горн устроил де Феррану тесты в Paul Stewart Racing, после которых он подписал контракт на выступления в британской Формуле-Vauxhall Lotus и Евросерии Формулы-Opel Lotus. Бразилец выиграл две гонки, а также стал призёром обоих чемпионатов. Также оба раза было выиграно внутрикомандное первенство у шотландца Дэвида Култхарда. Стюарты были готовы работать с де Ферраном и дальше, но запросили за это слишком большие деньги. Горн устроил де Феррана в полузаводскую команду Reynard в британской Формуле-3.
Де Ферран пять раз победил в квалификациях и трижды в гонках. В личном зачёте чемпионата занял третье место, уступив лишь Култхарду и Рубенсу Баррикелло. Через год, вернувшись к Стюартам и лишившись преград в чемпионате в виде Баррикелло и Култхарда, он в доминирующем стиле выиграл британскую серию, одержав семь побед и набрав 102 очка в против 56 у ближайшего из конкурентов. В 1993 году Стюарты устроили бразильцу тесты в команде Williams F1, где он в одной из сессий на мокром асфальте оказался быстрее даже Алена Проста; а позже перевели его в команду в Международной Формуле-3000.
Два года в приносили стабильные финиши на околоподиумных позициях и борьбу за чемпионский титул, но найти себе место в Ф1 так и не удалось. Горн и Стюарт нашли другое продолжение карьере де Феррана, устроив его на тесты в серию IndyCar, по результатам которых был подписан двухлетний контракт с командой Джима Хола.

### Годы в Северной Америке
В первом сезоне де Ферран постоянно попадал в аварии и мучался с техническими проблемами. К концу года он выиграл свою первую квалификацию в серии, а на последнем этапе и первую гонку, заняв 14-ю строчку личного зачёта и став лучшим новичком года. Сезон-1996 начался более стабильно: регулярно финишируя в Top10, бразилец держался в группе лидеров чемпионата и даже неудачно проведя последние шесть гонок года (когда лишь раз финишировать выше семнадцатой позиции), не выпал из Top10.
В 1997 году перебрался в коллектив Деррика Уокера. Он стабильно финишировал в Top5, к концу года поднявшись на вторую строчку личного зачёта, опередив прошлогоднего чемпиона Джимми Вассера. В 1998 году де Ферран настраивался на борьбу за титул, но команда не смогла должным образом подготовить ему машину. Де Ферран слишком часто либо попадал в аварии, либо был неконкурентоспособен по скорости. Проведя два года, бразилец ушел в Team Penske.
На этапе в Назарете он принёс команде сотую победу в этой серии, а позже, стабильно финишируя в Top5 смог возглавить личный зачёт и, в итоге, принести команде первый за долгое время титул в CART. Следующим слагаемым успеха стало решение одной из сильнейших команд последних лет — Chip Ganassi Racing — сменить накануне сезона поставщиков и двигателей и шасси, что привело к резкому спаду надёжности. В 2001 году де Ферран повторно завоевал титул чемпиона серии.
Накануне сезона-2002 Penske в полном составе ушла из CART в Indy Racing League, до этого проведя несколько ознакомительных стартов в серии Тони Джорджа. Команда в новом первенстве сходу стала одними из лидеров. Де Ферран и его партнёр Элио Кастроневес немного уступали в чемпионате Сэму Хорнишу, причём де Ферран попал на предпоследнем этапе первенства в самую серьёзную в своей североамериканской карьере аварию, из-за которой вынужден пропустить финал сезона. Через год ситуация повторилась: де Ферран пропустил этап в Японии. В мае 2003 года одержал победу в 500-мильной гонке в Индианаполисе. В конце года, устав от многолетней кочевой жизни и находясь под впечатлением нескольких серьёзных аварий, в которые попали пилоты во время заездов IRL IndyCar, бразилец объявил о прекращении гоночной карьеры.

### Последующие годы
в 2005 году реализовал свою мечту попасть в Формулу-1, воспользовавшись контактами с автоспортивным отделением компании Honda и Reynard Motorsport он на несколько месяцев стал спортивным директором команды BAR F1.
В 2008 году, вновь воспользовавшихся контактами в Honda де Ферран организовал собственную команду в ALMS, получив в своё распоряжение очень быстрый прототип Acura. Вторым пилотом экипажа стал француз Симон Пажно, не нашедший себе места при объединении высших американских формульных первенств. Команда в 2009 году боролась за титул в категории LMP1, но часто побеждал, гонщики оказались менее стабильны, чем их конкуренты из Highcroft Racing, что к концу года вылилось в 17-очковое отставание в личном зачёте.
В 2010 году де Ферран закрыл проект в ALMS и попытался создать собственную команду в IRL IndyCar, но несколько попыток попасть на стартовое поле разбились об отсутствие спонсоров. Не создав собственную команду бразилец ещё на некоторое время остался в серии, участвуя в переработке спортивного и технических регламентов.
В 2011 году де Ферран попробовал себя в туринговых гонках, выступив на Ford команды Tekno Autosports австралийской серии V8 Supercars на этапе в Голд-Косте. В двух 300-километровых гонках экипаж № 19 занял девятое и тринадцатое места.

### Смерть
Де Ферран умер 29 декабря 2023 года в возрасте 56 лет. У него случился сердечный приступ, когда он ехал на частное мероприятие со своим сыном в клубе Concours в Опа-локе, Флорида.

## Статистика результатов в моторных видах спорта

### Сводная таблица
| 1985 | Бразильская Формула-Форд 1600             | н/д                   | н/д | н/д | н/д | н/д | н/д | 12-й |
| 1986 | Бразильская Формула-Форд 1600             | н/д                   | н/д | н/д | н/д | 1   | н/д | 7-й  |
| 1987 | Бразильская Формула-Форд 1600             | н/д                   | н/д | н/д | н/д | 7   | н/д | 1-й  |
| 1988 | Британская Формула-Форд 1600              | н/д                   | н/д | н/д | н/д | н/д | н/д | 10-й |
| 1988 | Британская Формула-3 (Национальный класс) | Techspeed Racing      | 1   | 1   | н/д | н/д | 6   | 16-й |
| 1989 | Британская Формула-Форд 1600              | н/д                   | н/д | н/д | н/д | 4   | н/д | 3-й  |
| 1990 | Евросерия Формулы-Opel Lotus              | Paul Stewart Racing   | 11  | 0   | 0   | 0   | 87  | 3-й  |
| 1990 | Формула-Vauxhall Lotus                    | Paul Stewart Racing   | н/д | н/д | н/д | 2   | 98  | 2-й  |
| 1991 | Британская Формула-3                      | Edenbridge Racing     | 15  | 5   | 2   | 3   | 54  | 3-й  |
| 1991 | Гран-при Макао Ф3                         | Edenbridge Racing     | 1   | 0   | 0   | 0   |     | НФ   |
| 1992 | Британская Формула-3                      | Paul Stewart Racing   | 16  | 6   | 6   | 7   | 102 | 1-й  |
| 1992 | F3 Masters                                | Paul Stewart Racing   | 1   | 0   | 0   | 0   |     | 3-й  |
| 1992 | Гран-при Макао Ф3                         | Paul Stewart Racing   | 1   | 0   | 0   | 0   |     | 6-й  |
| 1993 | Международная Формула-3000                | Paul Stewart Racing   | 9   | 1   | 1   | 1   | 21  | 4-й  |
| 1994 | Международная Формула-3000                | Paul Stewart Racing   | 8   | 1   | 0   | 2   | 28  | 3-й  |
| 1995 | CART IndyCar                              | Hall Racing           | 17  | 1   | 1   | 1   | 56  | 14-й |
| 1996 | CART                                      | Hall Racing           | 16  | 1   | 0   | 1   | 104 | 6-й  |
| 1997 | CART                                      | Walker Racing         | 17  | 2   | 1   | 0   | 162 | 2-й  |
| 1998 | CART                                      | Walker Racing         | 19  | 0   | 0   | 0   | 67  | 12-й |
| 1999 | CART                                      | Walker Racing         | 20  | 2   | 1   | 1   | 108 | 8-й  |
| 2000 | CART                                      | Team Penske           | 20  | 5   | 2   | 2   | 168 | 1-й  |
| 2001 | CART                                      | Team Penske           | 20  | 5   | 0   | 2   | 199 | 1-й  |
| 2001 | IRL IndyCar                               | Team Penske           | 2   | 0   | 0   | 0   | 46  | 28-й |
| 2002 | IRL IndyCar                               | Team Penske           | 14  | 4   | 0   | 2   | 443 | 3-й  |
| 2003 | IRL IndyCar                               | Team Penske           | 15  | 1   | 0   | 3   | 489 | 2-й  |
| 2008 | ALMS (класс LMP2)                         | de Ferran Motorsports | 8   | 1   | 0   | 0   | 85  | 9-й  |
| 2009 | ALMS (класс LMP1)                         | de Ferran Motorsports | 10  | 3   | 2   | 5   | 162 | 2-й  |
| 2011 | International V8 Supercars                | Tekno Autosports      | 2   | 0   | 0   | 0   | 150 | 60-й |

### Гонки формульного типа

#### Международная Формула-3000
| 1993 | Stewart | DON НФ | SIL 1 | PAU НФ | PER НФ | HOC 9† | NÜR 2 | SPA 2  | MAG НФ | NOG 7 | 21 | 4-й |
| 1994 | Stewart | SIL 3  | PAU 1 | CAT НФ | PER 1  | HOC 3  | SPA 5 | EST НФ | MAG НФ |       | 28 | 3-й |

Жирным выделен старт с поул-позиции. Курсивом — быстрейший круг в гонке.

#### CART
| 1995 | Hall   | MIA 26 | SRF 16 | PHO 11 | LBH 27 | NAZ 19 | IND 29 | MIL 8  | DET 16 | POR 10 | ROA 21 | TOR 16 | CLE 14 | MIS 12 | MDO 24 | LOU 7  | VAN 2  | LAG 1  |        |        |       | 56  | 14-й |
| 1996 | Hall   | MIA 2  | RIO 10 | SRF 11 | LBH 5  | NAZ 23 | MIS 9  | MIL 9  | DET 3  | POR 2  | CLE 1  | TOR 18 | MIS 19 | MDO 17 | ROA 25 | VAN 4  | LAG 25 |        |        |        |       | 104 | 6-й  |
| 1997 | Walker | MIA 22 | SRF 5  | LBH 21 | NAZ 4  | RIO 11 | GAT 3  | MIL 7  | DET 3  | POR 2  | CLE 2  | TOR 25 | MIS 3  | MDO 6  | ROA 3  | VAN 3  | LAG 5  | FON 6  |        |        |       | 162 | 2-й  |
| 1998 | Walker | MIA 7  | MOT 3  | LBH 20 | NAZ 4  | RIO 26 | GAT 6  | MIL 22 | DET 3  | POR 20 | CLE 6  | TOR 27 | MIS 16 | MDO 9  | ROA 16 | VAN 13 | LAG 19 | HOU 21 | SRF 14 | FON 17 |       | 67  | 12-й |
| 1999 | Walker | MIA 6  | MOT 2  | LBH 6  | NAZ 15 | RIO 10 | GAT 25 | MIL 3  | POR 1  | CLE 2  | ROA 14 | TOR 19 | MIS 24 | DET 22 | MDO 6  | CHI 13 | VAN 26 | LAG 6  | HOU 17 | SRF 27 | FON 9 | 108 | 8-й  |
| 2000 | Penske | MIA 6  | LBH 7  | RIO 17 | MOT 9  | NAZ 1  | MIL 12 | DET 9  | POR 1  | CLE 14 | TOR 6  | MIS 18 | CHI 3  | MDO 2  | ROA 25 | VAN 5  | LAG 2  | GAT 8  | HOU 3  | SRF 23 | FON 3 | 168 | 1-й  |
| 2001 | Penske | MTY 2  | LBH 3  | NAZ 23 | MOT 13 | MIL 7  | DET 6  | POR 13 | CLE 4  | TOR 14 | MIS 24 | CHI 3  | MDO 2  | ROA 5  | VAN 2  | LAU 8  | ROC 1  | HOU 1  | LAG 3  | SRF 4  | FON 6 | 199 | 1-й  |

Жирным выделен старт с поул-позиции. Курсивом — быстрейший круг в гонке.

#### IRL
| 2001 | Penske | PHX НФ | -      | -     | IND 2 | -      | -      | -     | -     | -     | -     | -     | -      | -     |        |        |       | 46  | 28-й |
| 2002 | Penske | HMS 2  | PHX 2  | FON 4 | NZR 3 | IND 10 | TXS 16 | PPI 1 | RIR 2 | KAN 5 | NSH 2 | MIS 5 | KTY 21 | STL 1 | CHI НФ | -      |       | 443 | 3-й  |
| 2003 | Penske | HMS 2  | PHX НФ | -     | IND 1 | TXS 8  | PPI 3  | RIR 3 | KAN 3 | NSH 1 | MIS 7 | STL 3 | KTY 9  | NZR 4 | CHI 12 | FON 15 | TX2 1 | 489 | 2-й  |

Жирным выделен старт с поул-позиции. Курсивом — быстрейший круг в гонке.

#### Результаты в Indy 500
| Год  | Шасси   | Мотор          | СП   | ФП   | Команда |
| ---- | ------- | -------------- | ---- | ---- | ------- |
| 1995 | Reynard | Ilmor-Mercedes | 19-й | 29-й | Hall    |
| 2001 | Dallara | Oldsmobile     | 5-й  | 2-й  | Penske  |
| 2002 | Dallara | Chevrolet      | 14-й | 10-й | Penske  |
| 2003 | G-Force | Toyota         | 10-й | 1-й  | Penske  |

#### Сводная статистика в гонках «чампкаров»
| Сезоны | Команды | Старты | ПП | Победы | Подиумы | Top10 | Победы в Indy 500 | Титулы |
| ------ | ------- | ------ | -- | ------ | ------- | ----- | ----------------- | ------ |
| 10     | 3       | 160    | 20 | 12     | 38      | 45    | 1                 | 2      |

### Гонки спортпрототипов

#### Американская серия Ле-Ман
| 2008 | de Ferran | LMP2 | -      | -      | -     | UTA 3 | LIM 7 | MID НФ | AME 8 | MOS 5 | DET 3 | PET 5 | MON 2 | 85  | 9-й |
| 2009 | de Ferran | LMP1 | SEB НФ | STP НФ | LNB 1 | UTA 1 | LIM 1 | MID 1  | AME 2 | MOS 2 | PET 7 | MON 1 |       | 162 | 2-й |

Жирным выделен старт с поул-позиции. Курсивом — быстрейший круг в гонке.
В качестве гоночного результата указано место в своём классе.

## Рекорды
- Де Феррану принадлежит скоростной рекорд прохождения круга в рамках гоночных заездов гонок формульного типа: 28 октября 2000 года он прошёл круг по трассе Auto Club Speedway в Фонтане, штат Калифорния, со средней скоростью в 388,537 км/ч.[13]